# マイケル・ダメット
マイケル・ダメット（Sir Michael Anthony Eardley Dummett F.B.A., D. Litt、1925年6月27日 - 2011年12月27日）は、イギリスの哲学者。

## 人物
ダメットは分析哲学の歴史についての著述を行う一方、数理哲学、論理学の哲学、言語哲学、形而上学などの領域で独創的な貢献を果たした。さらにボルダ式得点法を改良したQuota Borda systemと呼ばれる比例的投票法の提案者でもあった。またタロットについての学術的研究も行っている。さらに移民問題や英語文法について発言したこともある。1944年にカトリックに改宗し、晩年まで熱心なカトリックであった。
ウィンチェスター・カレッジに通った後、オックスフォード大学クライスト・チャーチに進学。学位取得後、オックスフォード大学オール・ソウルズ・カレッジに特別研究員（フェローシップ）の職を得た。
1979年、オックスフォード大学のウィカム寄付講座論理学教授職に就任。1992年に退職するまで、長い教師生活を送った。この間、オックスフォード大学ニュー・カレッジの特別研究員だったこともある。1995年にショック賞を受賞。また1999年にナイトの称号を授与された。
2011年12月27日、死去。86歳没。

## 哲学作品
ドイツ人哲学者フレーゲの研究によって名を挙げた。最初の著作『フレーゲ　言語の哲学』（1973年）は出版までに数年をかけた力作であり、今日ではフレーゲ研究の必須文献とされている。この著作はフレーゲの再評価を促すとともに、ガレス・エヴァンスを始めとする当時のイギリスの哲学者たちに影響を与えた。
1963年に発表した「実在論」についての論文で、観念論、唯名論等の諸学派と実在論の立場に立つ論者との間に起こった論争史を総括し、大きな話題を呼んだ。ダメットによれば、前者の2論の立場は一言で言って反実在論であり、両者の間には真理とは何かをめぐって根本的な不一致がある。実在論の場合真理は明証性と超越性という二面的性質を備えている。これに対して反実在論は、この二つの性質を退け、可知的な真理という概念を導入するのである。
歴史的には両者の論争はある種の実体が客観的に存在しているか否かをめぐって行われた。したがって、他人の心、過去、未来、一般概念、数学的実体（例えば自然数）、道徳的カテゴリー、物質世界、さらに思考といったものについて論じる時にも実在論的な立場を取ることも反実在論的な立場を取ることもできる。ダメットの総括方法の新しさは、こうした論争が基本的に、数学の哲学の分野で直観主義かそれともプラトン的観念実在論かをめぐって行われた論争と同種のものだと考える点にあった。
今日ではダメットの影響を受けたイギリスの哲学者たちの間にある種「ダメット以後」の世代とでも呼ぶべきものが生まれている。こうした哲学者としては、ジョン・マクダウェル、クリストファー・ピーコック、クリスピン・ライトらがいる。ただし哲学内部で専門を同じくするのはライトだけである。

## 政治参加
ダメットは人種差別に反対する一連の著作などを通して積極的に政治参加していたことがある。彼によると1960年代後半は改革の機運が熟した時期であり、この時期に一時的に哲学研究を中断して、マイノリティの市民権擁護のために活動した。ダメットは選挙方法の理論的検討にも取り組み、ボルダ式得点法を改良した独自の選挙方法を提案し、これをQuota Borda systemと名付けた。
この領域でのダメットの発言は著書『移民と難民』にまとめられている。これは国際的な移動の問題について正義の観点から国家が何をすべきかを考察したものである。この本でダメットは、移民流入の拡大に反対する多くの人々が人種主義に基づいていると述べ、とりわけそのことは移民を厳しく規制しているイギリスの場合に当てはまるとしている。
ダメットはフレーゲの研究に研究者人生の多くの部分を捧げてきたわけだが、フレーゲの日記の中に反ユダヤ主義的な意見を見つけた時、大きなショックを受けた、と述べたことがある。

## タロット研究
マイケル・ダメットはまたタロットの歴史についての第一人者でもある。著作も数多いが、中でも1980年刊行の『タロット・ゲーム--フェッラーラからソルトレイクシティまで』はタロット研究史を語る上で欠かすことのできない足跡を残した。ダメットはトリックテイキングゲームにタロット・カードが用いられていたことを主張しており、後年タロットという言葉から通常連想されるようなオカルト的用法に対しては軽蔑を隠さない。彼によれば、中世にはタロットはカード・ゲームのために用いられていたのであり、占いのために用いられるようになったのは18世紀のことにすぎない。

## カトリック論
ダメットは学究生活の初期から現代のカトリック教会についての論文を、主にイギリスのドミニコ会機関誌『ニューブラックフライアー』を媒体にして、数多く発表している。また、Adoremus協会の機関誌に典礼について書いたことがあり、 カトリック教会の聖餐についての教えが哲学的にも理解可能であるとする論文を書いたこともある（"The Intelligibility of Eucharistic Doctrine" in William J. Abraham and Steven W. Holzer, eds., The Rationality of Religious Belief: Essays in Honour of Basil Mitchell, Clarendon Press, 1987）。
1987年10月にダメットが『ニューブラックフライアー』に寄稿した論文は大きな論争を引き起こした。この論文でダメットは、長年認められてきた正統的なカトリックの教義から逸脱したいくつかのカトリック内部の神学的潮流を批判し、「カトリック教会が信仰していると称するものと、カトリック内部の多数派が実際に信仰しているものとの間にいまや食い違いが生じており、私の考えでは、こうした食い違いはもはや容認すべきではない」と述べている。この見解に対して神学者のニコラス・ラッシュや歴史家のイーモン・ダフィーが応答し、同誌上で数か月論争が繰り広げられた。

## 著書
分析哲学・論理学関連の著作
- Frege: Philosophy of Language (London, 1973/1981)
- Elements of Intuitionism (Oxford, 1977, 2000)
- Truth and Other Enigmas (London, 1978) 藤田晋吾訳『真理という謎』勁草書房, 1986年
- Frege: Philosophy of Mathematics (London, 1991)
- The Logical Basis of Metaphysics (London, 1991)
- Origins of Analytical Philosophy (London, 1993) 野本和幸他訳『分析哲学の起源--言語への転回』勁草書房, 1998年
- The Seas of Language (Oxford, 1993)
- Truth and the Past (Oxford, 2005) 藤田晋吾, 中村正利訳『真理と過去』勁草書房, 2004年
- Thought and Reality (Oxford, 2006) 金子洋之訳『思想と実在』春秋社, 2010年

政治的著作
- Voting Procedures (Oxford, 1984)
- Principles of Electoral Reform (New York, 1997)
- On Immigration and Refugees (London, 2001)

タロット研究
- Game of Tarot (1980)
- Visconti-Sforza Tarot Cards (1986)
- A Wicked Pack of Cards: The Origins of the Occult Tarot, coauthor with Ronald Decker and Thierry Depaulis (New York, 1996)
- A History of the Occult Tarot: 1870-1970, coauthor with Ronald Decker (New York, 2002)
- A History of Games Played with the Tarot Pack: The Game of Triumphs , coauthor with John McLeod (2004)

## 脚註
1. ↑  Professor Sir Michael Dummett ザ・テレグラフ 2011-12-27